# CURB-65
Il CURB-65, noto anche con il nome di criteri di CURB, è uno strumento di previsione clinica che è stato validato per predire la mortalità nella polmonite acquisita in comunità, e nelle infezioni di qualsiasi sito. Il CURB-65 si basa su uno strumento precedentemente chiamato punteggio di CURB ed è raccomandato dalla British Thoracic Society per la valutazione della gravità di pazienti affetti da polmonite.

Il principale vantaggio del CURB-65 probabilmente risiede nella sua facile applicabilità: si basa infatti su alcuni semplici criteri, facilmente identificabili e misurabili da qualsiasi clinico.
Il punteggio è un acronimo per ognuno dei fattori di rischio misurati. Ogni fattore di rischio viene conteggiato con un punto, per un punteggio massimo di 5.
- Confusione di nuova insorgenza
- Urea > 7 mmol/l (43 mg/dL) o B.U.N ( Blood Urea Nitrogen) > 19 mg/dL
- Respiro (frequenza respiratoria) uguale o superiore a 30 atti per minuto
- Blood pressure (pressione arteriosa): PAS (pressione arteriosa sistolica) ≤ 90 mmHg o PAD (pressione arteriosa diastolica) ≤ 60 mmHg
- 65 anni di età o superiore.

## Campo di applicazione
Il CURB-65 Viene utilizzato come mezzo decisionale per stabilire il comportamento che è necessario tenere nei confronti di un paziente affetto da polmonite. Per tale motivo i pazienti vengono stratificati in base al punteggio.
| punteggio | comportamento |
| --------- | --- |
| 0-1       | Ospedalizzazione non indicata. Trattare il paziente come esterno |
| 2         | Considerare l'opportunità di una breve ospedalizzazione. In alternativa trattare il paziente come esterno, ma eseguendo frequenti controlli delle sue condizioni cliniche. |
| 3-4-5     | È richiesto il ricovero del paziente. Paziente a rischio che potrebbe richiedere supporti in reparto di terapia intensiva                                                  |

## La previsione di mortalità

### Polmonite
Il rischio di morte a 30 giorni aumenta con l'aumentare del punteggio CURB-65:
| Punteggio CURB-65 | Mortalità attesa |
| ----------------- | ---------------- |
| 0                 | 0,7%             |
| 1                 | 3,2%             |
| 2                 | 13,0%            |
| 3                 | 17,0%            |
| 4                 | 41,5%            |
| 5                 | 57,0%            |

Il CURB-65 è stato paragonato al PORT score (pneumonia severity index) nel predire la mortalità per polmonite. È stato dimostrato che il PSI ha una capacità discriminatoria superiore nella predizione di mortalità a breve termine, ed è quindi più accurato per i pazienti a basso rischio rispetto al CURB-65 oppure al suo predecessore, il punteggio CURB.

### Qualsiasi infezione
Tra i pazienti con qualsiasi tipo di infezione (la metà dei quali affetta da polmonite), la mortalità aumenta con l'aumentare del punteggio:
- 0-1  <5% di mortalità
- 2-3  <mortalità del 10%
- 4-5 mortalità 15-30%